# I magnifici Camaleonti
I magnifici Camaleonti è il quinto album dei Camaleonti, pubblicato in Italia nel 1973; alcuni brani erano già stati pubblicati su 45 giri. Le versioni delle canzoni sono le stesse già conosciute.

## Tracce
Lato A
1. Perché ti amo
2. Come sei bella
3. Donna donna
4. Oggi il cielo è rosa
5. Lei mi darà un bambino
6. Tempo d'inverno

Lato B
1. L'ora dell'amore
2. Io per lei
3. Applausi
4. Viso d'angelo
5. Eternità
6. Mamma mia